# Regla d'Abegg
En química la regla d'Abegg estableix que la diferència entre el màxim i el mínim número d'oxidació d'un element químic és freqüentment vuit. En general, per a un element químic (com el sofre), la regla d'Abegg estableix que la suma dels valors absoluts del seu mínim número d'oxidació (de -2 per al sofre a H₂S) i el seu màxim número d'oxidació (de +6 per al sofre a H₂SO₄) és sovint igual a 8. Aquesta regla fou formulada el 1904 pel químic alemany Richard Abegg. Es va fer servir com a base per a l'argument de l'article de Gilbert N. Lewis de 1916 «L'àtom i la molècula», Aquest article posteriorment va inspirar Linus Pauling per escriure el llibre La naturalesa de l'enllaç químic. Lewis va emprar aquesta regla per desenvolupar el seu model de l'àtom cúbic, que més endavant va desenvolupar la seva regla de l'octet. La regla d'Abegg també és coneguda com la llei d'Abegg de la valència i contravalència.
El model atòmic de Schrödinger va permetre explicar la regla d'Abegg, atès que molts enllaços químics covalents es donen entre elements els dos últims elements orbitals dels quals són un orbital de tipus s i tres orbitals de tipus p (car cadascun d'aquests orbitals pot contenir com a màxim dos electrons, la regla d'Abegg està relacionada amb les diferents maneres de distribuir electrons el màxim nombre possible d'electrons entre els diferents orbitals moleculars possibles).